# Bataan National Park
Het Bataan National Park is een beschermd natuurgebied in de Filipijnen. Het park is gesitueerd in het centrale bergachtige deel van de provincie Bataan op zo'n 100 kilometer afstand van de Filipijnse hoofdstad Manilla. Bij het ontstaan van het park in 1945 was het 31.000 hectares groot en lag een deel van het park in Subic. Sinds 1987 is de oppervlakte echter gereduceerd tot 23688 hectare groot. Midden in Bataan National Park ligt Mount Natib, een beboste brede vulkaanmond. 

## Fauna
In het park komen diverse kwetsbare en bedreigde vogelsoorten voor, waaronder de Filipijnse eend, de Noord-Filipijnse kuifarend, de groene vlagstaartpapegaai, de Filipijnse oehoe, de Manilla-papegaaiamadine en de Filipijnse kaketoe. Andere diersoorten die hier leven zijn de Filipijnse sambar, de Filipijns wrattenzwijn, Phloeomys pallidus (een knaagdier), en de Filipijnse vliegende hond.